# Alliance française d'Arménie
 (juillet 2025).
La mise en forme du texte ne suit pas les recommandations de Wikipédia : il faut le « wikifier ».
Les points d'amélioration suivants sont les cas les plus fréquents :
- Les titres sont pré-formatés par le logiciel. Ils ne sont ni en capitales, ni en gras.
- Le texte ne doit pas être écrit en capitales (les noms de famille non plus), ni en gras, ni en italique, ni en « petit »…
- Le gras n'est utilisé que pour surligner le titre de l'article dans l'introduction, une seule fois.
- L'italique est rarement utilisé : mots en langue étrangère, titres d'œuvres, noms de bateaux, etc.
- Les citations ne sont pas en italique mais en corps de texte normal. Elles sont entourées par des guillemets français : « et ».
- Les listes à puces sont à éviter, des paragraphes rédigés étant largement préférés. Les tableaux sont à réserver à la présentation de données structurées (résultats, etc.).
- Les appels de note de bas de page (petits chiffres en exposant, introduits par l'outil «  Source ») sont à placer entre la fin de phrase et le point final[comme ça].
- Les liens internes (vers d'autres articles de Wikipédia) sont à choisir avec parcimonie. Créez des liens vers des articles approfondissant le sujet. Les termes génériques sans rapport avec le sujet sont à éviter, ainsi que les répétitions de liens vers un même terme.
- Les liens externes sont à placer uniquement dans une section « Liens externes », à la fin de l'article. Ces liens sont à choisir avec parcimonie suivant les règles définies. Si un lien sert de source à l'article, son insertion dans le texte est à faire par les notes de bas de page.
- La présentation des références doit suivre les conventions bibliographiques. Il est recommandé d'utiliser les modèles {{Ouvrage}}, {{Chapitre}}, {{Article}}, {{Lien web}} et/ou {{Bibliographie}}. Le mode d'édition visuel peut mettre en forme automatiquement les références.
- Insérer une infobox (cadre d'informations à droite) n'est pas obligatoire pour parachever la mise en page.

Pour une aide détaillée, merci de consulter Aide:Wikification.
Si vous pensez que ces points ont été résolus, vous pouvez retirer ce bandeau et améliorer la mise en forme d'un autre article.
 (juillet 2025).
Motif : l'utilisateur qui a apposé ce bandeau n'a pas précisé le motif de la pose.
- Archive Wikiwix
- Bing
- Cairn
- DuckDuckGo
- E. Universalis
- Gallica
- Google
- G. Books
- G. News
- G. Scholar
- Persée
- Qwant
- (zh) Baidu
- (ru) Yandex

| 1. | Préciser le motif de la pose du bandeau. | Précisez le motif de la pose du bandeau en utilisant la syntaxe suivante : {{admissibilité à vérifier\|date=juillet 2025\|motif=remplacez ce texte par le motif}}                                 |
| 2. | Informer les utilisateurs concernés.     | Pensez à avertir le créateur de l'article, par exemple, en insérant le code ci-dessous sur sa page de discussion : {{subst:avertissement admissibilité à vérifier\|Alliance française d'Arménie}} |

 (juillet 2025).
L’Alliance française d’Arménie est une association de droit local ayant pour missions la promotion de la langue et de la culture françaises. Fondée en 2003, elle se situe à Erevan et fait partie du réseau international de la Fondation des Alliances françaises.
Le centre est situé au 89/3 rue Teryan, dans le centre-ville de la capitale arménienne.

## Histoire
L’Alliance Française d'Arménie est fondée le 2 avril 2003. Depuis sa création, elle a élargi ses activités et renforcé son rôle dans la diffusion du français en Arménie. Elle a connu plusieurs étapes importantes comme la signature d'accords avec des institutions locales et internationales. Elle coopère activement avec l'Organisation internationale de la francophonie dont l'Arménie est membre. 
L'Alliance dispense des cours de français du niveau A1 au niveau C1. Son public est principalement composé d'étudiants et de jeunes professionnels. 
Pendant plusieurs années, l'Alliance Française d'Arménie a assuré des cours de français des relations internationales pour les différentes administrations publiques arméniennes dans le cadre du projet d'Initiatives Francophones Nationales de l'OIF. 
Elle héberge également le Courrier d'Erevan, média francophone en Arménie. 

## Certifications officielles en langue française
L'Alliance française d'Arménie organise le passage de plusieurs examens aboutissant à des certifications délivrées par France Education international.
- le test de connaissance du français (TCF)[7]

- les TCF-DAP (TCF-Demande d'admission préalable)
- le Diplôme de Français professionnel (DPF)[8]

- le Test d'évaluation de français (TEF)[9]

Jusqu'à l'arrivée en 2022 de l'Institut français d'Arménie, organe dépendant directement de l'Ambassade de France en Arménie, l'Alliance était aussi habilitée à faire passer le diplôme d'études en langue française (DELF) et le diplôme approfondi de langue française (DALF). Depuis novembre 2023, seul l'Institut français délivre ces diplômes.